# Pierre Parrant
Pierre Parrant surnommé Pig's Eye, est un trappeur, pionnier et explorateur canadien, considéré comme le premier habitant (en tout cas le premier habitant d'origine européenne) de la future ville de Saint Paul, au Minnesota, connue à l'époque sous le nom de « Pig’s Eye ». Sa réputation est telle qu'il fait partie du folklore américain.

## Histoire
Il nait à Sault Ste. Marie, ville située actuellement au Michigan (États-Unis), mais qui se trouvait à l'époque, au Canada, en 1777 ou en 1801, selon les sources. Pendant la majeure partie de sa vie, il est trappeur et négociant en fourrures pour la compagnie McKenzie and Chouteau. Durant ses jours comme trappeur, où on l'appelle Pig's Eye (œil de cochon), parce qu'il est borgne, il commence à avoir une certaine réputation douteuse vis-à-vis de la loi. Il fait aussi le commerce de l'alcool. L'âge avançant et avec le déclin du commerce de la fourrure, Pierre Parrant commença à chercher d'autres moyens pour gagner sa vie, cette recherche l'emmene vers un nouveau campement proche du poste militaire de Fort Snelling dans le territoire du Minnesota.

## Pierre Parrant au Minnesota
Arrivant à Mendota au Minnesota en 1832, Parrant commence une nouvelle vie en vivant dans le campement proche du Fort Snelling. Sa nouvelle carrière lui fait distiller de l'alcool pour la vendre aux gens du campement, aux Amérindiens, et même aux soldats du fort. Cette nouvelle aventure le sert bien jusqu'à 1838, lorsque les squatters du campement sont forcés d'évacuer à cause d'un problème de ressources. Parrant, qui est maintenant âgé d'une soixantaine d'années, revendique une parcelle de terre à l'embouchure de ce qui était connu à l'époque comme Fountain Cave. Cette caverne est située sur la rive nord du Mississippi, juste au sud de ce qui est aujourd'hui le centre-ville de Saint Paul. C'est alors que le 1er juin 1838, Pierre Parrant construit un petit cabanon, qui selon la publication historique par Albert A. Jones, datée de 1892, fut la “première habitation, et le premier commerce à Saint Paul.” C'est ainsi que Pierre “Œil de Cochon” Parrant est le premier habitant de la future ville de Saint Paul.

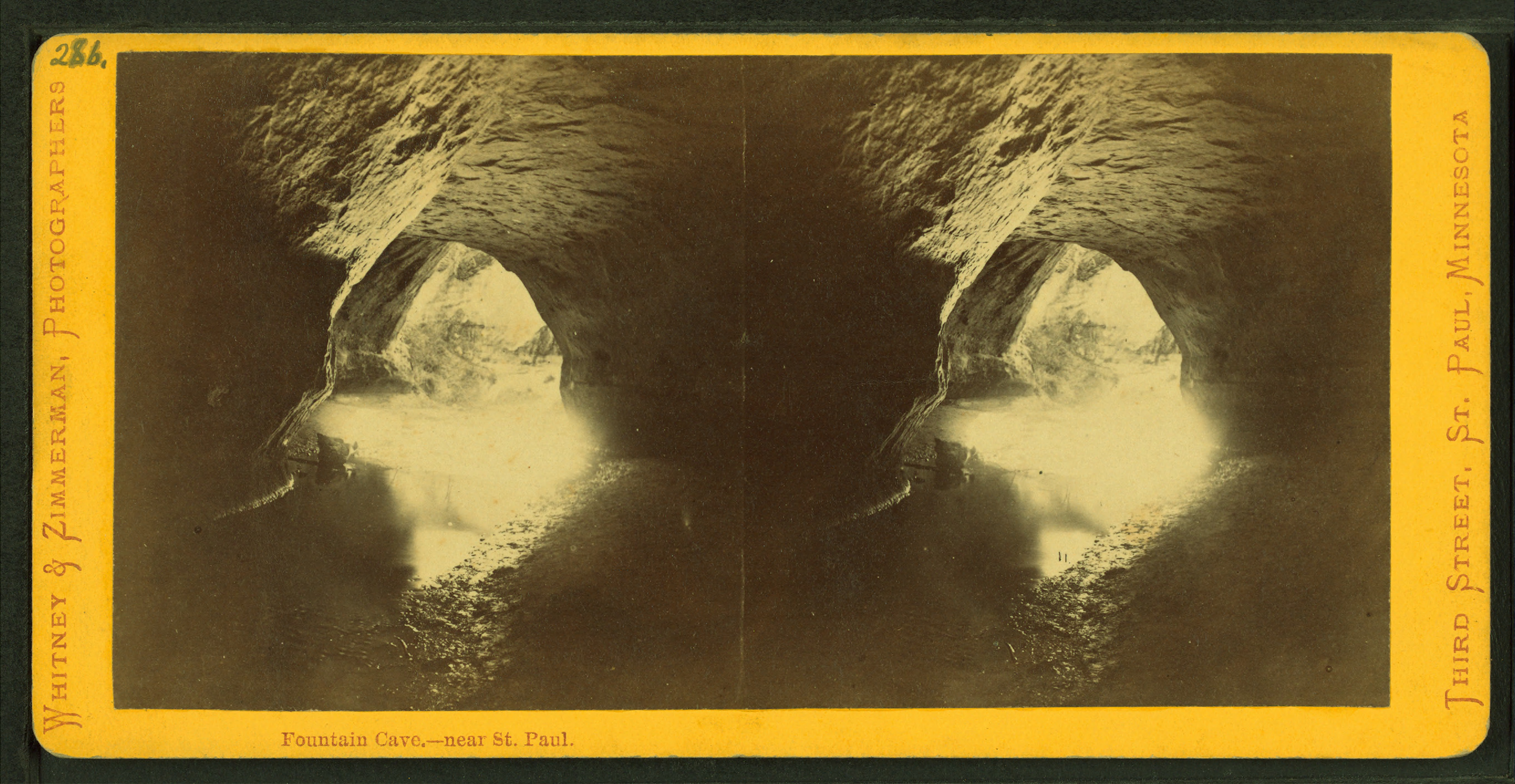
Fountain Cave, site de la première taverne de Pierre Parrant à Saint Paul.

Fountain Cave ou la grotte de la fontaine, est un endroit excellent pour Pierre Parrant pour commencer son commerce, car à l'intérieur de la caverne se trouve une fontaine d'eau de source pour sa distillerie. C'est à ce moment que Pierre ouvre sa première taverne qui est devenue très populaire auprès des résidents des communautés environnantes. Le bar de Parrant, connu sous le nom de « Pig’s Eye » ou « Pig’s Eye Pandemonium » est facilement accessible aux résidents locaux, aux marins qui travaillent sur le fleuve, et aux soldats qui logent dans le Fort Snelling  à cause de cette popularité, la communauté prend le nom de « Pig’s Eye ». N'eût été la venue d'un prêtre catholique du nom de Lucien Galtier, le nom aurait survécu. Ce fut Galtier qui changea le nom du village après la construction de sa chapelle en 1841. Il disait, comme Saint-Paul, “Œil de Cochon convertis-toi, lève-toi debout et soit Saint Paul!"
En 1844, Pierre Parrant perd ses droits sur Fountain Cave et est forcé d'évacuer les lieux où il avait été si fortuné. Cependant, on ne sait pas clairement pourquoi il a dû abandonner son droit sur Fountain Cave. Il se peut qu'il ait accumulé des dettes.

## Sa vie après Saint Paul
Ce qui est arrivé à Pierre Parrant après qu'il quitte Saint Paul demeure inconnu. Certaines sources disent qu'il retourne à Sault Ste. Marie, et meurt au cours de la route en 1844. D'autres sources affirment qu'il s'établit près de Winnipeg, au Manitoba, où il meurt entre 1872 et 1886.